# Pareuxoa koehleri
Pareuxoa koehleri är en fjärilsart som beskrevs av Tania S. Olivares 1992. Pareuxoa koehleri ingår i släktet Pareuxoa och familjen nattflyn. Inga underarter finns listade i Catalogue of Life.